# Telfair County
Telfair County is een county in de Amerikaanse staat Georgia.
De county heeft een landoppervlakte van 1.142 km² en telt 12.447 inwoners (volkstelling 2020). De hoofdplaats is McRae.

## Bevolkingsontwikkeling

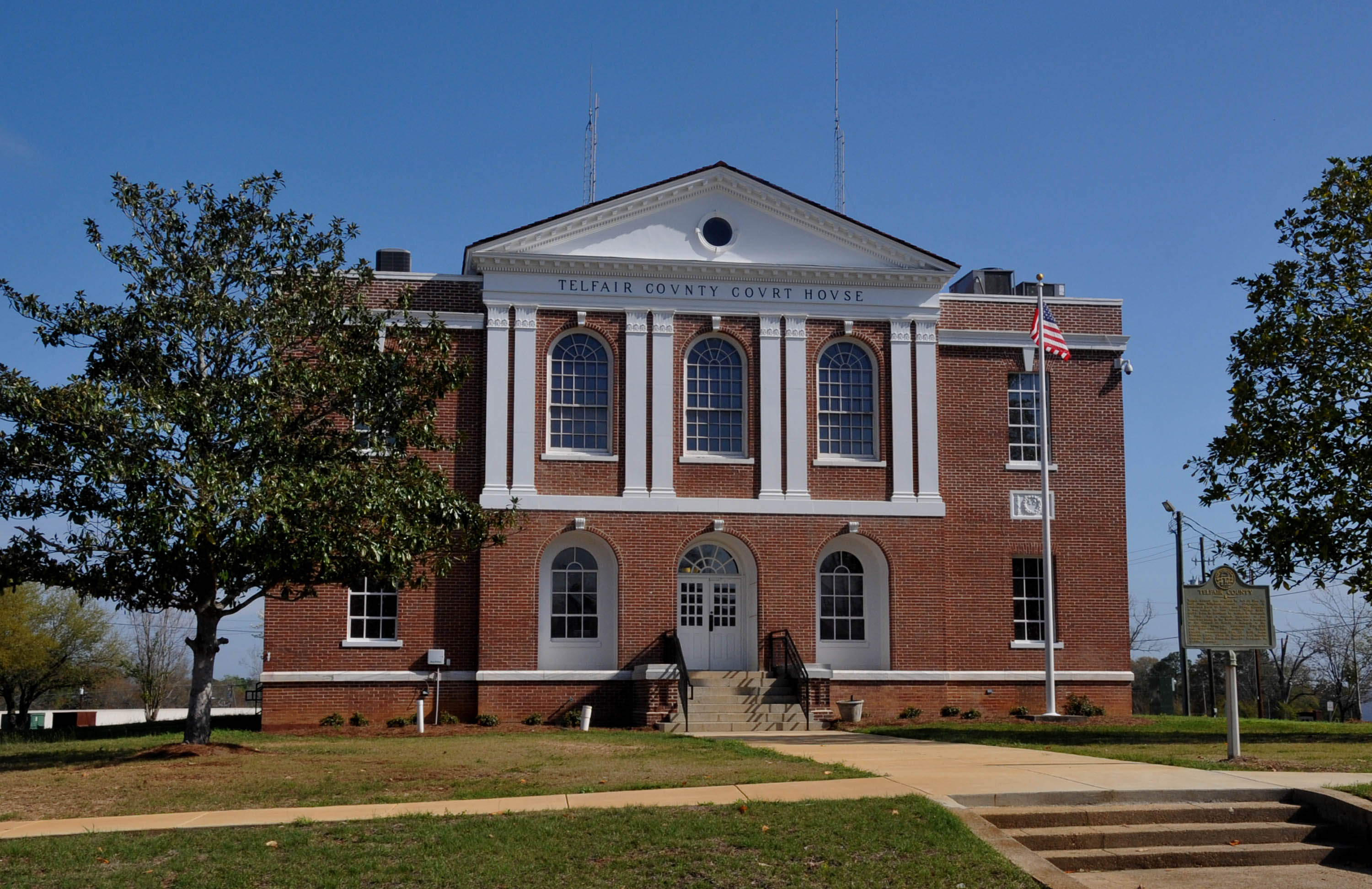
Telfair County Courthouse